# Prefettura di Dubréka
Dubréka è una prefettura della Guinea nella regione di Kindia, con capoluogo Dubréka.
La prefettura è divisa in 7 sottoprefetture:
- Badi
- Dubréka
- Falessade
- Khorira
- Ouassou
- Tanéné
- Tondon